# フィヒテル石
フィヒテル石 (Fichtelite) は、バイエルン州の化石木から発見された、有機鉱物に分類される珍しい鉱物である。結晶は単斜晶系である。環状炭化水素18-ノルアビエタンから構成される。モース硬度1と滑石に匹敵するほど非常に柔らかい。比重は1.032と水よりわずかに大きい程度である。
1841年に初めて発見され、発見場所であるバイエルン州のフィヒテル山地にちなんで命名された。